# Peter Erlandsson Wadsten
Peter (Pär) Erlandsson Wadsten, född 1672 sannolikt i Solberga, Jönköpings län, död 5 juni 1752 i Eksjö, var en svensk målare och möjligen även tapettyckare.
Han var gift första gången 1703 med Catharina Månsdotter Stalin och andra gången med Maria Hagman och far till Anders Georg, Carl Fredrik och Johan Henrik Wadsten. Han utförde ett flertal kyrktaksmålningar där målningarna i Djursdala kyrka och Vimmerby gamla kyrka har blivit mest omtalade. Tillsammans med sin mor drev han ett tapettryckeri i Havrevik, Solberga socken och började på 1720-talet kalla sig Wadsten efter Vadstena som var släktens stamort. 1695 infann han sig till tinget i Eksjö efter att målaren Jörgen Bundi anmält honom för att utan skråanslutning utfört den invändiga dekoreringen i handelsmannen Måns Jönsson Katts hus (numera rivet men förvarat i nedmonterat skick). Domen löd att han tvingades avbryta sina arbeten för Katt och inte utföra något arbete som kunde bli Bundi till förfång i dennes lagliga gärning. Ett år senare återkom Wadsten till tinget i Eksjö med en anhållan om att på prov få utöva måleriyrket i Eksjö vilket bifölls. Han blev senare borgare i Eksjö 1697. Många av de profana målningar och tapetrester som påträffas i Eksjö från denna tid är målade av Wadsten och från moderns tapettryckeri.